# هنري هولست
هنري هولست (بالدنماركية: Henry Holst)‏ هو قائد فرقة موسيقية ‏ وملحن دنماركي، ولد في 25 يوليو 1899 في Sæby ‏ في الدنمارك، وتوفي في 19 أكتوبر 1991 في كوبنهاغن في الدنمارك.